# Il Re dei Re (romanzo)
Il Re dei Re (King of Kings) è un romanzo di Harry Sidebottom del 2009, uscito in Italia l'anno dopo. È il secondo capitolo della saga Il guerriero di Roma, che ha per protagonista il generale romano Ballista.

## Trama
Nell'anno 256, in tutto l'impero romano divampa il fanatismo religioso, e molti cristiani cominciano a occupare cariche di potere, sfruttando la loro influenza per minare la stabilità di Roma. Contemporaneamente, lungo le frontiere orientali, i Persiani sasanidi tornano ad agitarsi, con la loro cavalleria catafratta che consegue vittorie in continuazione contro l'esercito romano. Con l'impero romano ormai sotto attacco sia dentro che fuori dai suoi confini, il generale Ballista, dopo l'eroica ma sfortunata difesa della città di Arete (da identificare con Dura Europos), torna alla corte dell'imperatore romano Valeriano, dove vivono numerosi intrighi di palazzo e lotte di potere per il trono imperiale, ma anche tanti loschi individui che vogliono la morte dell'eroico condottiero. Quest'ultimo si vedrà presto tornare a combattere i Persiani a Oriente a fianco del suo Imperatore, per tentare di arginare la minaccia sasanide.

## Personaggi
- Marco Clodio Balista: generale romano e protagonista di tutta la saga, anche stavolta è chiamato a difendere le province orientali dell'impero romano dalla minaccia sasanide.
- Valeriano: imperatore di Roma, che Ballista appoggia fortemente.
- Sapore I: imperatore della dinastia sasanide.

## Edizioni
- Harry Sidebottom, Il Re dei Re, traduzione di Susanna Scrivo, Roma, Newton Compton Editori, 2010,  p. 384, ISBN 978-88-541-1657-3.